# María Josefa de Larumbe Goñi
María Josefa de Larumbe Goñi (Pamplona, ca. 1700-Ibidem, 4 de diciembre de 1757), fue una impresora y librera española. En 1721 se casó con Pedro José Ezquerro Sainz de Echávarri, hijo del impresor y librero de esa ciudad Juan José Ezquerro. A la muerte de su marido en 1755 figuró como titular del negocio y librería hasta que falleció dos años más tarde.

## Biografía
Tras el fallecimiento de su suegro, Juan José Ezquerro, en 1727, su esposo Pedro José Ezquerro Sainz de Echávarri se hizo cargo del negocio familiar hasta su fallecimiento en 1755.
Su hermano Vicente de Larumbe Goñi comenzó a trabajar a los doce años como aprendiz en la imprenta de su cuñado y en ella continuó cuando obtuvo el rango de oficial impresor.
Con motivo de los viajes de su esposo a Cádiz en 1746 y 1753, para cobrar una herencia que a ella y a sus hermanos les había dejado un familiar, se colocó al frente del negocio de imprenta y librería y, en consecuencia, firmó la solicitud de los permisos de impresión que se debían tramitar ante el Consejo Real de Navarra. 
A la muerte de su marido, en 1755, le sustituyó nominalmente como titular del negocio, puesto que la dirección en realidad la llevaba su hijo y heredero José Miguel. Por este motivo entre 1755 y 1756 figuró en los pies de imprenta de las obras impresas en su taller como “Viuda de Pedro José Ezquerro”.
Murió el 4 de diciembre de 1757, “en la calle de la Tejería de un accidente repentino y sin recibir sacramento alguno”, y fue enterrada en el convento de los mercedarios de la capital navarra. Su hijo José Miguel le sucedió al frente del negocio en el que permanecerá durante 26 años.